# Pierre-Jacques Scourion
Pierre-Jacques Scourion (Boulogne-sur-Mer, 18 juni 1767 - Brugge, 4 september 1838) was stadssecretaris van Brugge en tevens bibliothecaris en archivaris van deze stad.

## Levensloop
Scourion was de zoon van Pierre Scourion, handelaar in koorden (zeer waarschijnlijk gericht op de scheepvaart en de vissersboten) en Marie Watel. Hij deed zijn middelbare studies in Boulogne, met daarna een jaar wijsbegeerte. In 1787 trad hij toe tot de Congregatie van de Oratorianen en werd in 1789 als leerkracht ingezet in het college van Autun. Hij gaf er nog steeds les in 1795. Ondertussen waren de kloostercongregaties afgeschaft en had Scourion de seminarietijd niet volbracht.
Om onbekende redenen kwam hij in Brugge terecht, wellicht als ambtenaar van het nieuw op te richten Leiedepartement of misschien op de ook al pas opgerichte rechtbank. Hij trouwde op 24 september 1796 met Marie-Thérèse Remaut, dochter van de overleden verver Pierre Remaut en van Thérèse Trentesaulx. De dertigjarige Jean-Joseph Chomel, een van de bedienden op de rechtbank en eveneens Franse inwijkeling, en Marie Baret-Neyts, uit de kleurrijke familie van de operauitvoerders Neyts en recent getrouwd met de nieuwe 'accusateur public' of procureur in Brugge, Jean-François Baret, waren zijn getuigen
Bij zijn huwelijk was Scourion al adjunct-stadssecretaris van Brugge en in 1800 werd hij stadssecretaris, hetzij eerste ambtenaar van de stad. Hij bekleedde deze functie tot aan zijn dood. Het einde van het keizerrijk, de stichting van het Verenigd Koninkrijk der Nederlanden en de scheuring van 1830 hadden geen enkele invloed op zijn loopbaan, die hij ongestoord voortzette. In 1836, na de goedkeuring van de nieuwe gemeentewet, werd hij nogmaals in zijn functie bevestigd. Op 1 juni 1815 was hij tot Nederlands burger genaturaliseerd.
Naast zijn taken als stadssecretaris, die hij duidelijk tot tevredenheid uitoefende, werkte Scourion ook een aantal jaren als stadsbibliothecaris en als stadsarchivaris.

## Stadsbibliotheek
De bibliotheek erfde hij van de Lycée impérial, ingevolge een consulair decreet van 1804 dat het houden van een openbare bibliotheek voortaan aan de gemeenten toevertrouwde. Toen in 1808 bibliothecaris William Frederic Edwards naar Parijs vertrok, nam Scourion zelf de verantwoordelijkheid over. De bibliotheek bleef verder in de gebouwen van de vroegere Duinenabdij opgesteld, en was er weinig of niet toegankelijk. In 1819 werd ze naar de bovenzaal van het stadhuis gebracht, waar de secretaris uiteraard beter zijn taak als bibliothecaris kon uitoefenen.
Scourion zorgde voor regelmatige aankopen zowel van boeken als van precieuze handschriften, en speelde ook een rol in het tot stand komen van de royale schenkingen die werken binnenbrachten die sindsdien tot het meest waardevolle bezit van de bibliotheek behoren, meer bepaald schenkingen van Karel Aeneas de Croeser, Joseph-Basile Van Praet en Thomas-Louis de Schietere de Lophem. Hij schreef de tekst van de redevoering die burgemeester Jean-Baptiste Coppieters 't Wallant uitsprak bij de plechtige ontvangstneming van het legaat Van Praet en die behoort, naast ambtelijke stukken, zoals de jaarrapporten van de stad Brugge, en een paar historische notities, tot de schaarse geschriften waar we zekerheid van hebben dat ze van de hand van Scourion zijn.

## Stadsarchief
Ook met het stadsarchief liet hij zich actief in. De wetten van de Franse republiek hadden aan de gemeenten de opdracht toevertrouwd het eigen archief te beheren. Er greep een bitsige strijd plaats tussen de archivarissen van het departement die een maximale hoeveelheid archief naar hun centraal depot wilden overbrengen en de stad Brugge die het eigen archief, zoals het in de loop van de eeuwen was gegroeid, met heel wat archieven van ondergeschikte of nevengeschikte besturen, wilde bewaren.
Zo ging in 1812 Dupré, werknemer van de Keizerlijke Archieven, in archieven in het voormalige graafschap Vlaanderen op zoek naar interessante stukken. Hij kwam dus ook in Brugge langs. Hier liet Dupré onder andere negentien stadscartularia, de stedelijke oorkondenschat en de driehonderveertig resolutieboeken der Staten van Vlaanderen opzijzetten. Onder het officiële verslag hierover plaatste Scourion zijn bemerkingen: de meeste stukken waren alleen relevant voor Brugge, af en toe had hij ze nodig om eigendomsrechten aan te tonen, dat kortom la privation de ces pièces [...] ne pourrait manquer de laisser tot ou tard l’administration municipale dans les plus grands embarras. De eigenlijke opeising van de stukken zou wel nooit gebeuren, mogelijk door de problemen die hierbij zouden opduiken en door de mislukte Ruslandcampagne van Napoleon.
In 1829, hiertoe aangezet door een ministerieel reglement, vond men het tijd om een volwaardig archivaris te benoemen en de keuze viel op Jules Van Praet, die al sinds kort adjunct-stadsbibliothecaris was. Hij nam de functie op vanaf 21 mei 1830, maar toen hij enkele maanden later onverwacht aan de carrière begon die van hem een van de stichters des vaderlands zou maken, nam Scourion opnieuw verantwoordelijkheid over het archief. Opnieuw moest hij ten strijde trekken tegen externe pretenties, nu van het Rijksarchief. In 1832 kwam de algemene rijksarchivaris Louis-Prosper Gachard op inspectie en publiceerde enkele maanden later een rapport dat een ongunstig beeld schetste van het Brugse stadsarchief. Scourion reageerde hierop met verontwaardiging.
De strijd werd beslecht in 1836, toen de nieuwe gemeentewet in zijn artikel 100 de gemeentelijke archieven erkende. Scourion was wellicht te oud om nog zelf veel werk van te maken van de archivering zoals in de wet werd vooropgesteld.
Gedurende veertig jaar lang vergaarde hij uittreksels uit archiefstukken en literatuur, in totaal ongeveer 20.000 notities, die hij per onderwerp ordende. Na zijn dood kreeg zijn echtgenote verschillende aanbiedingen om deze aantekeningen te verkopen, maar zij besloot de verzameling over te maken aan het stadsarchief, waar ze nog steeds berusten.
In de zin waarin iemand als archivaris wordt betiteld die voltijds aan een archief verbonden is, gedefinieerd door Van Dale als iemand die 'met het beheer van een archief belast is', was Scourion stricto sensu geen stadsarchivaris. Maar volgens de gewoonten van zijn tijd, waarbij men vaak functies cumuleerde (in zijn geval: stadssecretaris, bibliothecaris en archivaris) mag hem deze naam, minstens als conservator van het archief, worden toegekend, gelet op de grote inspanningen die hij leverde voor het behoud in stedelijk bezit en het goed bewaren van de stedelijke archieven en door de persoonlijke studie die hij aan dit archief wijdde.

## Levenseinde
In 1830 werd door een aantal Bruggelingen bij Scourion aangedrongen opdat hij zich zou verkiesbaar stellen als afgevaardigde voor het Nationaal Congres. Hij weigerde echter, aanvoerende dat hij noch over de fysieke noch over de morele hoedanigheden beschikte om deze taak te volbrengen.
De bibliofiel Scourion bewoog zich het liefst onder intellectuele geestesgenoten. In Brugge waren dat onder meer Joseph-Octave Delepierre en drukker Felix De Pachtere. In Parijs had hij bibliothecaris Joseph-Basile Van Praet als vriend en correspondent. Zijn contacten vonden plaats op basis van zijn grote belezenheid en van zijn aanzienlijk boekenbezit. Toen hij stierf had de veilingmeester Felix De Pachtere twee volle weken nodig om de circa 35.000 werken van zijn bibliotheek te verspreiden.
Bij zijn dood werd gemeld dat hij langdurig ziek was geweest en dat vooral de dood in 1835 van zijn zoon, Henri, goede student, hem een zware slag had toegebracht. Zijn vriend en weldra opvolger Joseph-Octave Delepierre sprak een lijkrede uit.

## Publicaties
Gepubliceerd in Messager des sciences et des arts: 
- Lettre sur la lettre H employée dans les inscriptions de quelques tableaux de Memling (Gent, P. de Goesin, 1825),
- Notice historique et critique au sujet d'une inscription gravée sur une plaque de plomb trouvée dans le tombeau de Gunilde, morte en 1087 (Gent, D.-J. Van der Haeghen, 1833)

## Eerbetoon
De stad Brugge liet van Scourion een borstbeeld maken door beeldhouwer Jozef Geefs. Het staat opgesteld in de Openbare Bibliotheek.